# Enceladus topografi

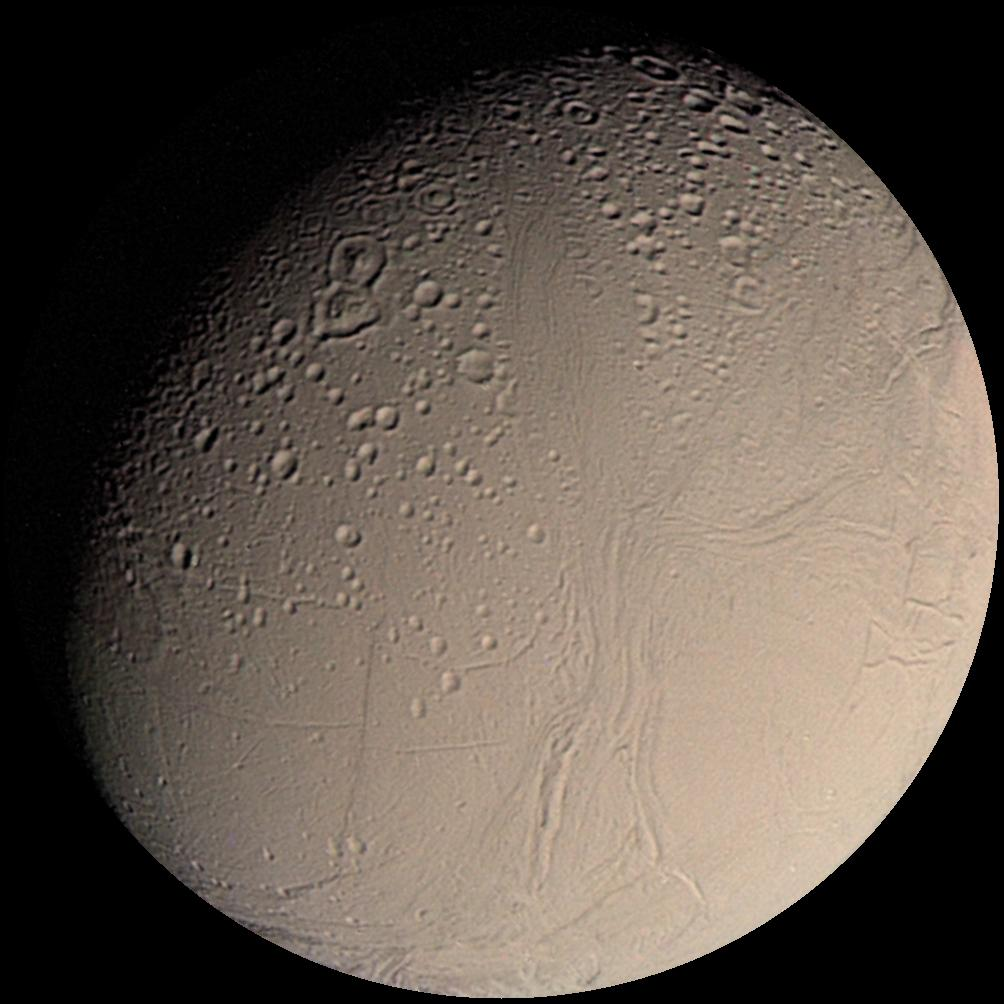
Enceladus fotad av Voyager 2 den 26 augusti 1981.

Enceladus är den 6:e största månen bland alla 18 som kretsar kring gasjätten Saturnus. Enceladus är relativt liten med en genomsnittlig diameter på ca 500 km, vilket bara är en sjundedel av Jordens egen månes diameter. Storleken kan jämföras med Titans diameter på 5150 km, Rheas  1530 km, Iapetus 1440 km, Diones 1120 km och Thethys 1050 km. Den är också en av de minsta av Saturnus sfäriska satelliter, eftersom alla mindre satelliter utom Mimas (390 km) har en oregelbunden form.

## Enceladus yta
Voyager 2 var den första rymdfarkosten som gjorde geologiska observationer av Enceladus. Detta ägde rum i augusti 1981. Det togs då högupplösta bilder som avslöjade mycket om månen. Exempelvis påvisades fem olika terrängtyper: Flera områden med kraterterräng, områden av slät terräng och ofta gränsande därtill regioner med fåror eller åsar. 
Observationer gjorda under år 2005 av  Cassini gav en ännu mer detaljrik bild av Enceladus yta. Den 12 mars 2008 hade den sin närmaste förbiflygning. Avståndet mellan Enceladus och Cassini var då bara 50 km från ytan. Dessa observationer visade bland annat att de släta och kraterfria terrängerna även var ärrade av små branta stup och bergsryggar. Man upptäckte även mängder med sprickor i kraterterrängen, vilket tyder på att ytan har deformerats efter att nedslagskratrarna har bildats. 
Cassinis bilder visade även långa, blåaktiga sprickor som korsade månens yta. Dessa linjer är kända som ”Tiger stripes” (tigerränder), vilket är områden där vatten och värme strömmar från Enceladus innandöme och ger upphov till sprickor.

## Nedslagskratrar

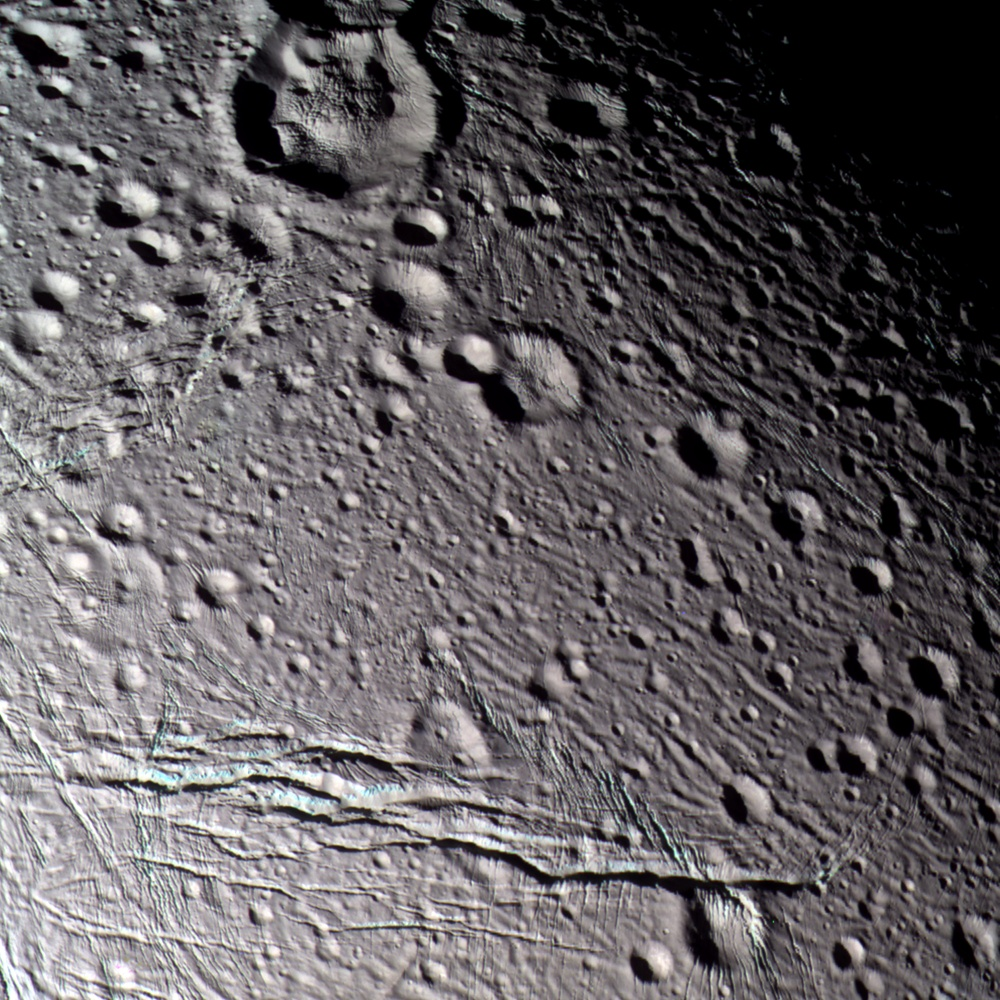
Närbild av Enceladus yta.

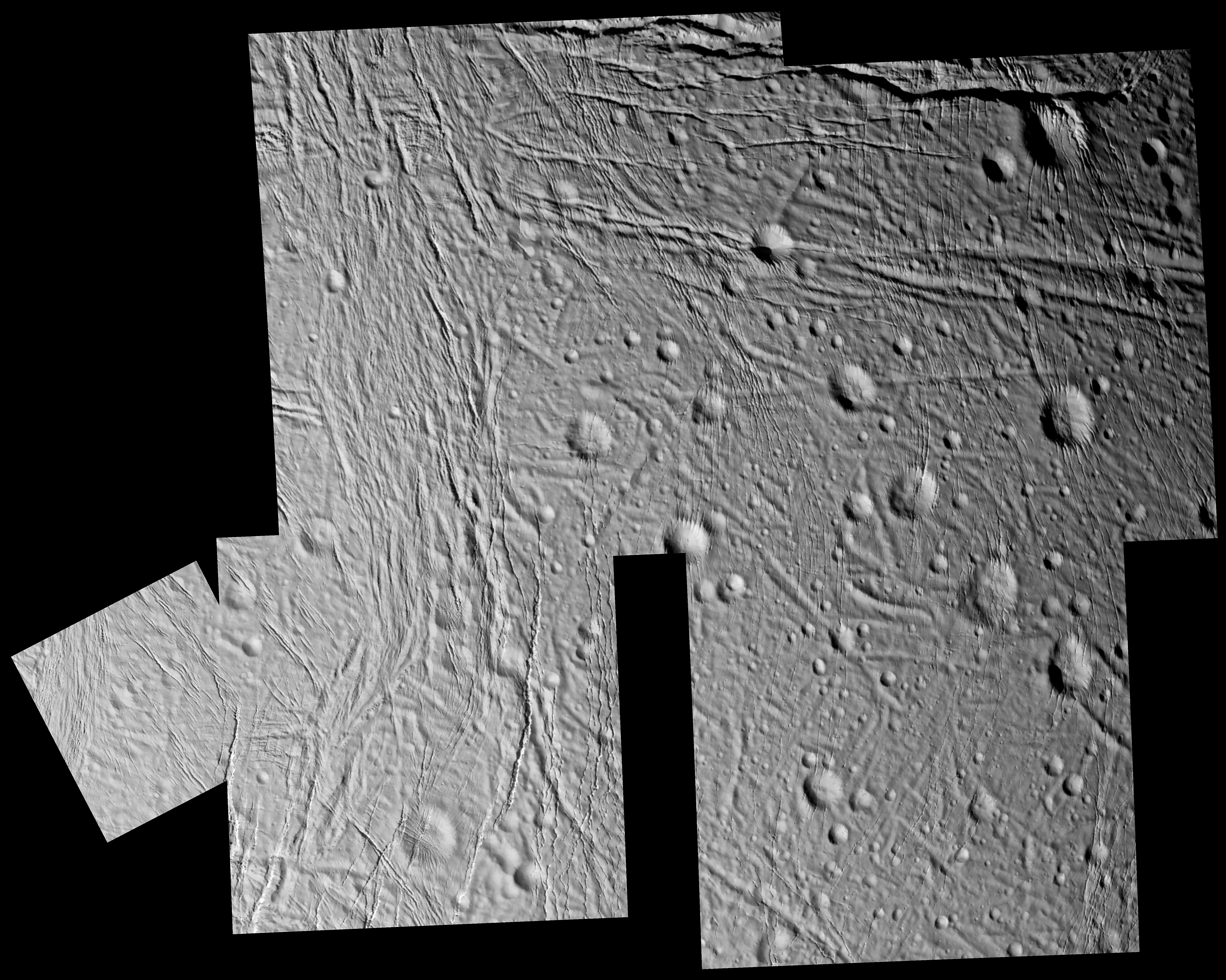
Enceladus yta i mer detalj. Bilden är tagen avCassini den 9 mars 2005.

Nedslagskratrar är vanligt förekommande på många av solsystemets kroppar. Mycket av Enceladus yta är täckt med kratrar som är av olika utseenden och densiteter. Från Voyager 2:s observationer upptäcktes tre olika typer av ytor, detta med hjälp av nedslagskratrarnas densiteter. Områden kända som ct1 och ct2, är slätter som är täckta av kratrar som är mellan 10 och 20 km breda och dessa två områden har ungefär samma densitet. Områden kända som cp är slätter som är nästan helt släta och kraterfria. 
Observationer, av bland annat densitetsskillnaderna i områdena, indikerade att Enceladus yta kan ha förnyats ett flertal gånger under dess livstid. Närmare observationer av ct2 och cp områdena har även gjorts av Cassini, och dessa observationer har givit oss ännu mer information. Man har bland annat upptäckt att kratrarna är kraftigt deformerade på grund av månens viskositet. Viskositet betecknar vätskors eller gasers ”tjockhet” och kan ses som ett mått på friktion. Viskös friktion orsakar att kratrar och andra typer av topografi, som är skapad i vattenis, deformeras över en period. Detta reducerar mängden av topografi med den geologiska tiden. Viskös friktion orsakar att kratrar och andra typer av topografi, som är skapad i vattenis, deformeras över en period. Detta reducerar mängden av topografi med tiden. Takten som behövs för att detta ska hända beror på isens temperatur; varmare is är enklare att deformera än den som är kallare och hårdare.

## Plattektonik
Voyager 2 hittade flera typer av tektoniska typer på Enceladus, till exempel fåror och åsar. Senaste resultaten från Cassini tyder på att tektonisk aktivitet är det som mest ändrar månens utseende på ytan. En av de mer dramatiska typer av tektoniska funktioner som finns på Enceladus är när månens skorpa töjs ut och spricker. Dessa raviner kan vara upp till 200 km långa, 5-10 km breda, och en kilometer djupa. Förutom djupa sprickor och deformerade fåror, har Enceladus flera andra typer av tektonisk terräng. Figur 3 visar uppsättningar av smala sprickor (fortfarande flera hundra meter breda) som först upptäcktes av Cassini. Många av dessa tektoniska frakturer finns i band som skär igenom kratrig terräng. Dessa frakturer tycks sprida sig ner till bara några hundra meter in i jordskorpan. Många verkar ha påverkats under bildandet av den försvagade regoliten som skapas av nedslagskratrar. Ett annat exempel på tektoniska aktiviteter på Enceladus är de linjära spåren som först hittades av Voyager 2 men som har setts i en högre upplösning av Cassini. Dessa linjära spår kan ses skära igenom andra terrängtyper, liksom grövre och deformerade åsar. Dessa tycks också finnas vid yngre terränger. Men vissa linjära spår verkar mjukas upp som kratrar i närheten, vilket tyder på att dessa kan vara äldre än vad de tros vara.

## Släta slätter

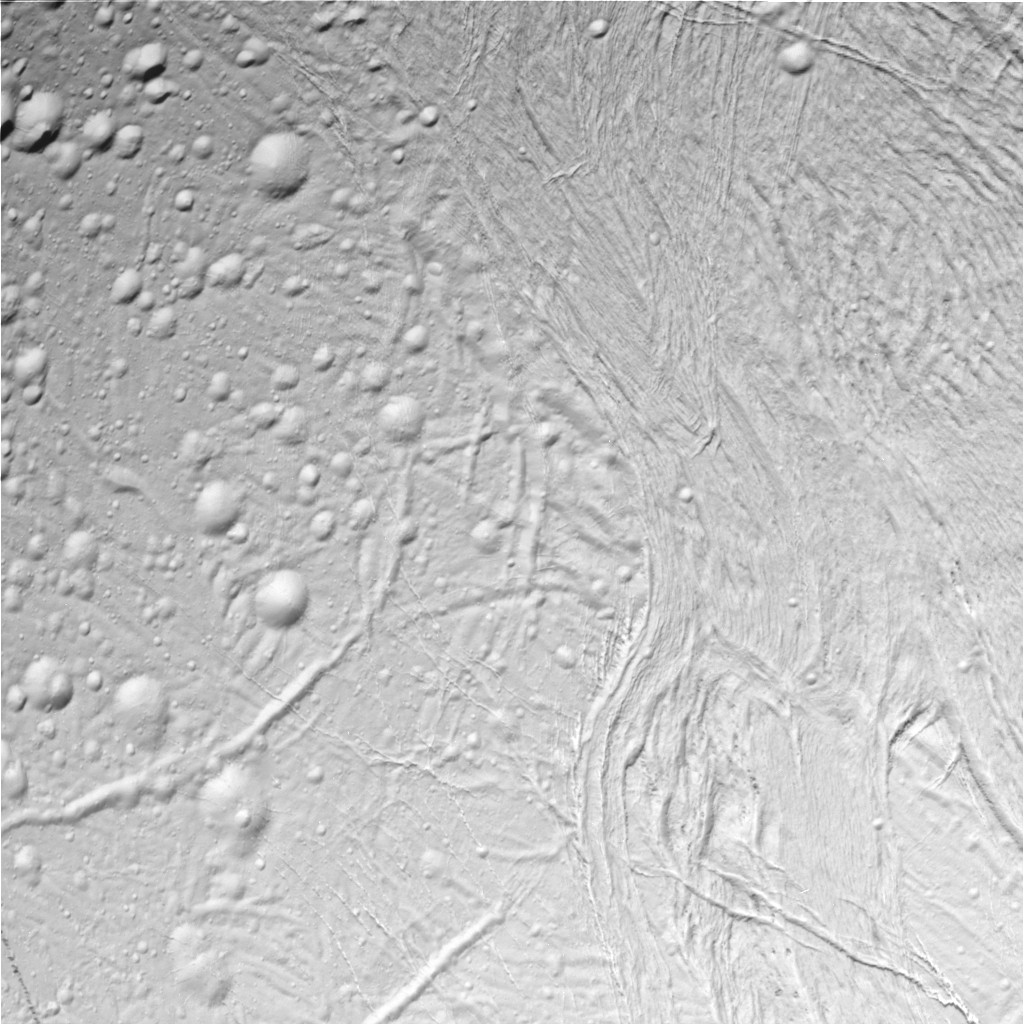
Samarkand Sulci på Enceladus. Tagen av Cassini den 17 February 2005.

Två typer av släta slätter har även observerats av Voyager 2. Dessa slätter har generellt färre kratrar än terränger med kratar, vilket kan betyda att ytan är relativt ung. I en av de släta slätt-regionerna, som heter Sarandib Planitia, finns inga synliga nedslagskratrar. En annan region som ligger sydväst om Samrakand Sulci, kan man hitta flera kratrar. Figur 4 visar området. Cassini har sedan observerat dessa släta regioner, som Sarandib Planitia, i mycket högre upplösning. De högupplösta bilderna som togs på Sarandib Planitia har avslöjat ett antal små kratrar, som möjliggör en uppskattning av ytans ålder. Ytan verkar vara antingen 170 miljoner år eller 3,7 miljarder år, beroende på hur många nedslagskratrar som finns på ytan som observerats. Enceladus södra hemisfär har även varit i fokus, och där har man också hittat släta slätter (den sida som vetter mot Saturnus). Men ytan på den södra hemisfären är till skillnad från Samrakan Sulci täckt av fåror, åsar och tigerränder vilket tyder på att den är väldigt aktiv just där.

## Enceladus sydpol
Bilder tagna av Cassini under förbiflygning den 14 juli 2005 visade ett distinkt, tektoniskt deformerad område kring Enceladus sydpol. Detta område nådde så långt norrut som 60° sydlig bredd och är täckt av sprickor och åsar. Arean har ett fåtal små nedslagskratrar vilket tyder på att detta område är det yngsta området på Enceladus yta. Yngre ytor har inte hittats på de andra istäckta satelliterna. Detta kan betyda att denna yta är kring 500 000 år gammal, eller till och med yngre. Nära centrum av dessa terränger finner man även de kända "tigerränderna". Dessa verkar vara de yngsta frakturerna i denna region och är omgivna av en grönaktig (i falsk färg), grovkornig is, sett på andra ställen på ytan inom hällar och väggar av frakturer. Här är den blåfärgade isen täckt på en platt yta, vilket indikerar att regionen är ung nog att inte ha blivit påverkad av vattenisen från Saturnus E-ring. Resultat från the Visual and Infrared Spectrometer (VIMS) instrument föreslår att den grönfärgade materian som omger tigerränderna är kemiskt annorlunda än resten av materian som finns på Enceladus yra. VIMS upptäckte även kristalliserad vatten-is i ränderna, som föreslog att ytan är relativt ung (ungefär 1000 år gammal) eller att ytan har ändrats på grund av värmen från Enceladus inre. VIMS upptäckte även enkla, organiska ämnen i tigerränderna, organiska ämnen som inte har hittats någon annanstans på månen. Även gränsen till Enceladus sydpol är markerad med Y- och V-formade åsar och dalar. Dessa är väldigt tydliga på bild. Formen och placeringarna av dessa "ärr" indikerar att de är orsakade av förändringar i den övergripande formen av Enceladus.

## Kryovulkaner

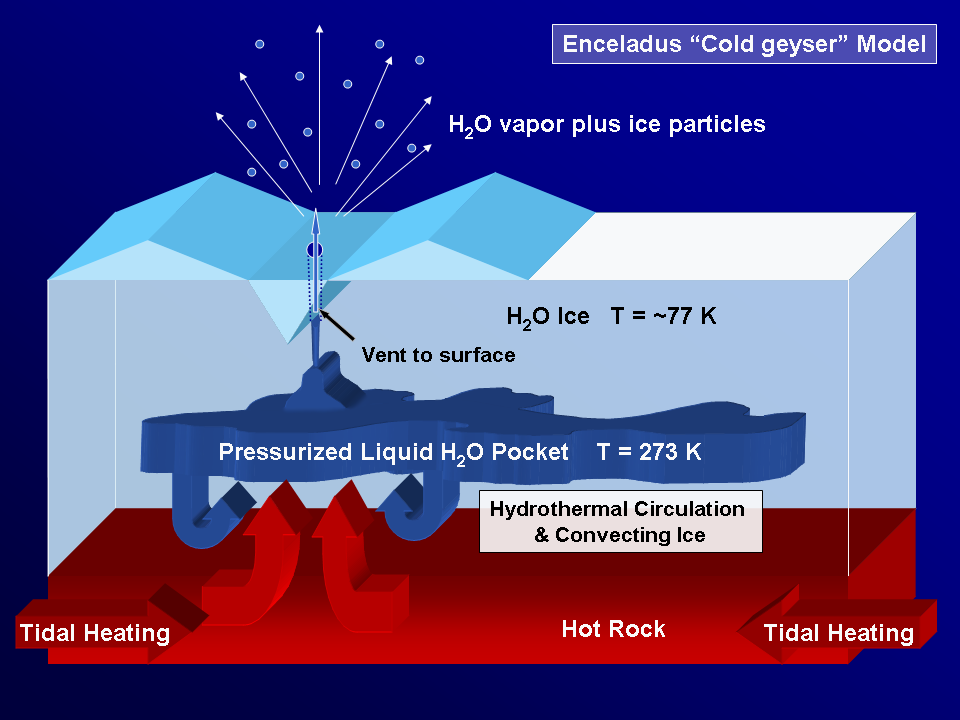
En kryovulkans utseende enligt vissa teorier.

Man vet att Enceladus södra hemisfär är väldigt aktiv. Där har man, förutom tigerränderna, även hittat kryovulkaner (kryo kommer från grekiskans "kall"). Ett annat namn för en kryovulkan är isvulkan. Denna typ av vulkan sprutar ut en blandningar av flyktiga ämnen som vatten, metan och ammoniak. De två sistnämnda har upptäckts på Enceladus. En sådan blandning kallas ibland för kryomagma. När en kryovulkan får ett utbrott bildas plymer vid utbrotten, varefter kryomagman avdunstar till ett fast ämne eftersom den omges av en låg temperatur. Man hittar oftast kryovulkaner på ismånars ytor, men det kan även finnas liknande vulkaner på andra frusna himlakroppar som himlakropparna i Kuiperbältet. Det krävs en viss energi för att smälta is och skapa isvulkaner. Detta sker oftast på grund av tidvatteneffekter. Eftersom Saturnus har en stark gravitation, töjer den ut Enceladus och släpper sen. Detta händer under en lång period, vilket leder till att månen värms upp inifrån och blir aktiv. En annan måne i solsystemet som har påverkats av tidvatteneffeken och blivit geologiskt aktiv är Jupiters måne Io. Den 27 november 2005 fotograferade Cassini plymer på Enceladus sydpol. Dessa plymer verkar kasta ut materia som sedan samlas i Saturnus breda men diffusa E-ring. 
Cassini har tittat närmare på vattenplymerna och till och med passerat en när den har haft ett utbrott. Detta gjorden sonden den 14 juli 2005, då den var väldigt nära månen. Cassini använde då två instrument som heter the Ion and Neutral Mass Spectrometer (INMS) och the Cosmic Dust Analyzer (CDA). Prover samlades tack vare dessa instrument och kunde sedan analyseras i detalj. INMS mätte sammansättningen av gasmolnet som Cassini passerade, och upptäckte mestadels vattenånga, men även mindre komponenter som molekylärt kväve, metan och koldioxid. CDA upptäckte att en stor mängd molekyler ökade snabbt nära Enceladus yta, vilket betyder att E-ringen består för det mesta av materia som kommer från månen. Ännu en observation gjordes den 12 mars 2008 av Cassini. Data efter denna förbiflygning visade ytterligare kemikalier i plymen, inklusive enkla och komplexa kolväten som propan, etan och acetylen. Detta kan betyda att det finns liv i Enceladus, en teori som forskarna har haft länge. När INS mätte sammansättningen av Enceladus plym avslöjade den att dess sammansättning liknar den som kometer brukar ha. 

## Inre struktur

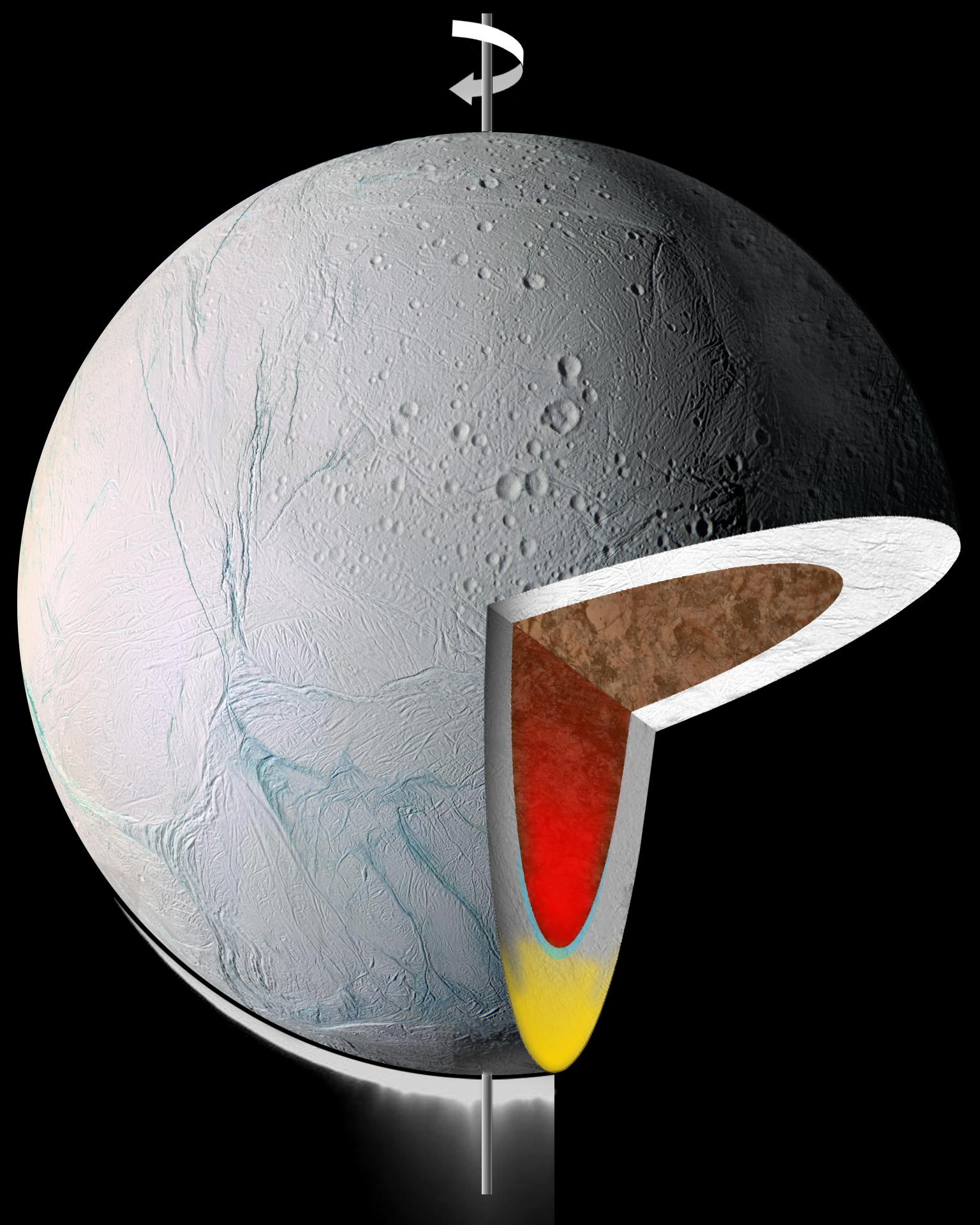
hur Enceladus kan se ut under ytan. Modellen gjordes med hjälp av data från Cassini.

Innan Cassini började observera Enceladus så visste man inte så mycket om månens inre struktur, men efter sondens förbiflygningar har man lärt sig mer om den. Bland annat har man räknat ut Enceladus massa och lärt sig mer om månens geokemi. 
När Voyager 2 observerade månen så sa man att den nästan bara består av vattenis. Men baserat på effekterna av Enceladus gravitation på Cassini, var dess massa mycket högre än man tidigare trott. Nu kunde densiteten beräknas till 1.609 6 ± 0,002 4 g/cm3. Detta betyder att Enceladus har en högre densitet än med Saturnus andra månar, vilket i sin tur betyder att den består av en stor andel av silikater och järn. Enceladus har även radioaktiva ämnen under ytan, vilket alstrar värme när de sönderfaller.

## Möjlighet till en vattenocean under ytan
I slutet av 2008 observerade forskare vattenånga som lämnade Enceladus yta. Detta kan tyda på att det förekommer flytande vatten på Enceladus, vilket också kan göra det möjligt att det finns liv på Enceladus. Cassini har hittat bevis på att det kan finnas en global, flytande ocean under månens frysna yta. Partiklar av is analyserade av Cassini avslöjade att isen består av en stor mängd salt, något som man tidigare inte visste. Detta kan bara ske i en stor kropp med flytande materia (exempelvis vatten), och detta är något som Enceladus är och tycks ha. Ifall inte en stor vattenocean existerar där, så finns det åtmistone underjordiska vattenkammare utspridda på månen. Upptäckten av salt i Enceladus vattenånga gjordes den 13 augusti 2009. Dessutom upptäckte Cassini spår av organiska föreningar såsom karbonater och dammkorn. Alla dessa upptäckter gav ett större hopp om att en vattenocean finns under månens yta. Dammpartiklarna som fångades kanske kan lämna uppgifter som normalt skulle kräva borrning för att få reda på. Förekomsten av flytande vatten under skorpan innebär att det måste finnas en intern värmekälla. Forskarna tror nu att det är en kombination av radioaktivt sönderfall och tidvatteneffekten som värmer upp månen. I framtiden vill forskare skicka en landare till Enceladus, som ska borra och avslöja mer om denna fascinerande måne.